# محوطه دوبرادران نورده
محوطه دوبرادران نورده مربوط به هزاره اول قبل از میلاد - اوایل اسلام است و در شهرستان رودبار، بخش عمارلو، روستای نوده بخش عمارلو واقع شده و این اثر در تاریخ ۱۹ مرداد ۱۳۸۴ با شمارهٔ ثبت ۱۲۸۲۸ به‌عنوان یکی از آثار ملی ایران به ثبت رسیده است.